# 国権回復運動 (朝鮮)
国権回復運動（こっけんかいふくうんどう）とは、李氏朝鮮時代末期から大韓帝国に至る時期（19世紀末葉から20世紀初頭にかけて）の朝鮮における一連の反植民地運動・抗日運動・自強運動の総称。

## 概要
日清戦争前後の時期にあらわれ、1904年の第1次日韓協約および1905年の第2次日韓協約による韓国保護国化以降本格化する。
その具体的な現れは、後期義兵闘争と称される一連の武力蜂起である。いまひとつは、国権回復のため、兪吉濬らによる言論・出版・教育などの諸活動を通じて朝鮮民族の実力を養成しようとする「愛国啓蒙運動」と称される一連の諸活動である。